# Draba taimyrensis
Draba taimyrensis är en korsblommig växtart som beskrevs av Alexandr Innokentevich Tolmatchew. Draba taimyrensis ingår i släktet drabor, och familjen korsblommiga växter. Inga underarter finns listade i Catalogue of Life.